# Wandrille (prénom)
Pour les articles homonymes, voir Saint-Wandrille.
Wandrille est un nom masculin français d'origine germanique.

## Étymologie
En allemand Wandergisel, latinisé en Wandregiselius ou Wandregisilius. Il se compose de deux éléments germaniques juxtaposés qui ne revêtent pas nécessairement une signification globale.
Le premier élément Wandre- s'analyse comme wander- (par métathèse de /r/), « errance, cheminement » (cf. allemand Wander- « randonnée, cheminement », voire « migrant » sur wandern « randonner, marcher, se promener, migrer ») et le second comme GISL > gīsil > gīsel « hampe (de flêche), pieu » ou éventuellement gīsal > gīsel « otage, gage, serment » (cf. allemand Geisel « otage »). Gīsil, gīsal est fréquemment attesté dans l'anthroponymie germanique, de manière autonome dans : Gisèle ; dans des composés comme premier élément : Ghislain / Gislain, Giselmar, Gisilberht > Giselbert > Gilbert et, comme c'est le cas pour Wandrille, en tant que second élément de composés, dans : Tourgis / Turgis (noms de famille normands, anciens prénoms d'origine norroise) ; Ansigisil > Ansegisel et Ärngils, variante Ärnils. 

## Origine
Ce nom de baptême se porte en référence à saint Wandrille, premier personnage connu portant cet anthroponyme et fondateur du monastère de Fontenelle, situé en Normandie.

## Popularité
Après avoir été très peu donné jusqu'à la Seconde Guerre mondiale, ce prénom médiéval a connu un regain d'intérêt à partir des années 1950. Il a atteint un record de popularité dans les années 2000, jamais décelé depuis le Moyen Âge. Il reste cependant fort rare.

## Nom de famille
En normand septentrional /w/ est passé à /v/ vers le XIIe siècle, de sorte que le nom de famille s'écrit Vandrille. Il est surtout attesté dans le département de la Seine-Maritime en Haute-Normandie, avec quelques occurrences dans le Nord-Pas-de-Calais.
Il existe aussi sous la forme Gandrille en français central, notamment dans le département du Loiret à l'origine.

## Personnes publiques
- Wandrille Leroy, auteur français de bande dessinée.
- Wandrille Lefèvre, joueur de football franco-canadien